# Khalen Young
Khalen Young (nascido em 20 de novembro de 1984) é um ciclista australiano que representa a Austrália no BMX. Competiu nos Jogos Olímpicos de Verão de 2012 na corrida de BMX masculino, atingindo às semifinais.
Young cresceu em Kalgoorlie e, em seguida, Perth, na Austrália Ocidental e seguiu seus irmãos mais velhos, andar de bicicleta BMX. Conquistou a medalha de prata no Campeonato Mundial de BMX em 2007, na corrida masculina.